# Gymnodactylus guttulatus
Gymnodactylus guttulatus är en ödleart som beskrevs av  Paulo Emilio Vanzolini 1982. Gymnodactylus guttulatus ingår i släktet Gymnodactylus och familjen geckoödlor. Inga underarter finns listade i Catalogue of Life.